# Istituzione

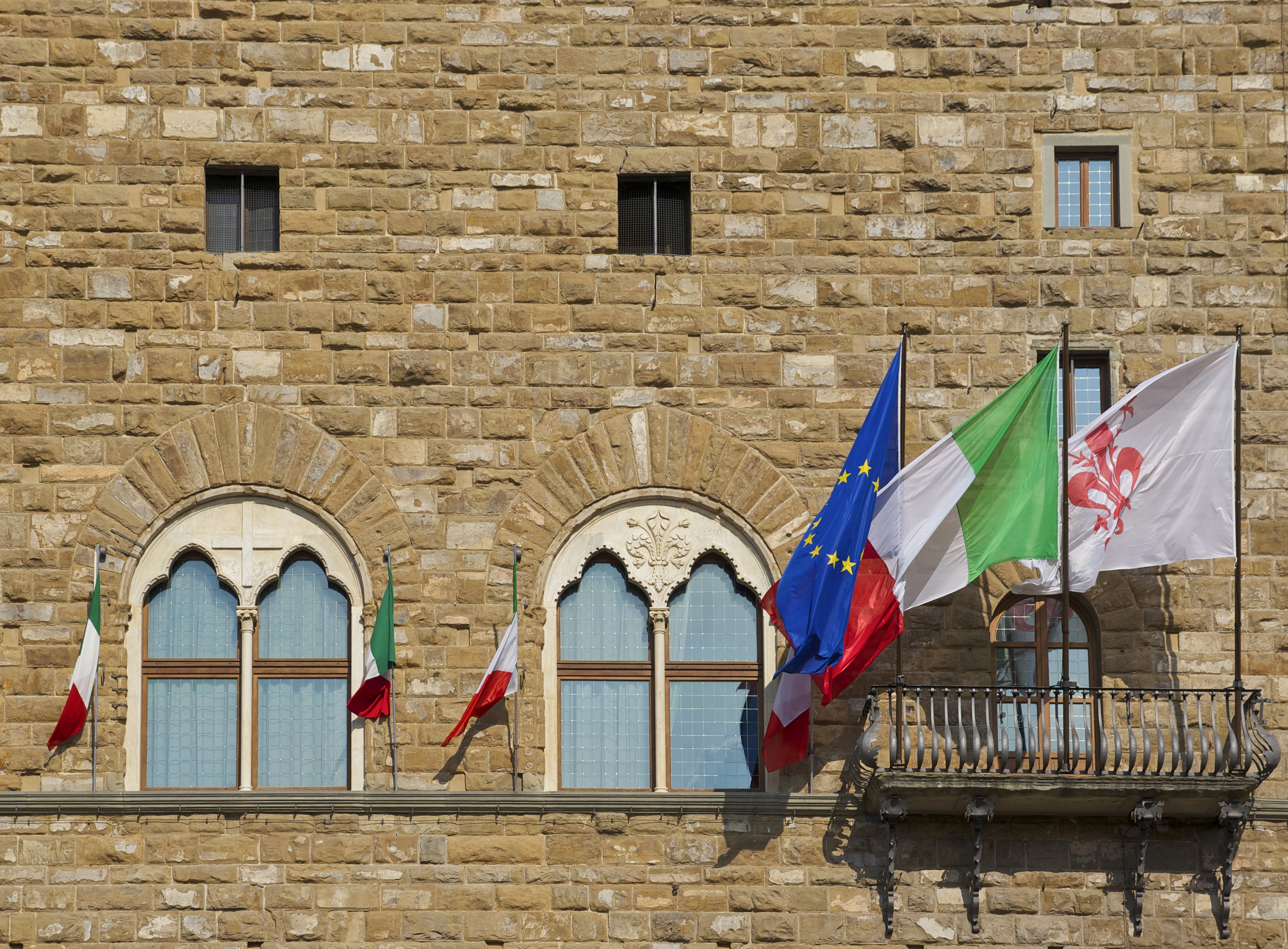
Le strutture di governo locali, nazionali ed internazionali sono esempi di istituzioni. Nell'immagine, le bandiere italiana, europea e del comune di Firenze sventolano sulla facciata di Palazzo Vecchio

L'istituzione è una configurazione di sovrastrutture organizzate giuridicamente che ha come fine quello di garantire le relazioni sociali, la conservazione e l'attuazione di norme sociali e giuridiche stabilite tra l'individuo e la società o tra l'individuo e lo Stato sottratte all'arbitrio individuale e del potere in generale.

## Storia
Storicamente, una distinzione tra ere o periodi implica un grande e fondamentale cambiamento nel sistema delle istituzioni che governano una società. Eventi politici e militari sono giudicati di importanza storica se sono associati a cambiamenti nelle istituzioni. Nella storia europea, particolare importanza è associata alla lunga transizione dalle istituzioni feudali del Medioevo alle istituzioni moderne, che governano la vita contemporanea.
L'importanza centrale delle Istituzioni per la libertà dei popoli e dei cittadini fu posta con forza dalla Rivoluzione francese; dice Saint-Just nei famosi discorsi sulle Istituzioni Repubblicane: 

## Descrizione

### Significato concettuale
Il termine attiene quindi alle forme assunte dalle istituzioni, cioè alle azioni che vengono effettivamente messe in atto dalla maggioranza dei membri, quello che nella terminologia sociologica viene indicato come sistema dell'azione.
I fenomeni sottesi al concetto comune di istituzione rivestono un grande interesse dal punto di vista sociologico, nel cui ambito, però, il concetto di istituzione assume una diversa accezione: il termine, privato del riferimento alle sole forme attraverso le quali i fenomeni istituzionali si realizzano, assume una portata più generale, andando a indicare i relativi «modelli complessi di comportamento» accettati da vasti strati dei membri.
In questa accezione, sono comunemente intesi, a titolo di esempio, quegli apparati preposti all'educazione (scuole, università, centri di ricerca...), quelli finalizzati al soddisfacimento delle esigenze religiose da parte della società, quelli destinati al funzionamento della giustizia e così via.

### Principi e fondamenti
L'istituzione è qualcosa di più generale di un ente, è un comportamento oggettivato. L'oggettivazione può avvenire tramite due tipologie di strutture:
- le strutture visibili (organizzazioni pubbliche e private, oppure gruppi primari come la famiglia)
- le strutture simboliche (i contenuti culturali condivisi, come l'inno nazionale, i rituali come i riti religiosi ed il linguaggio come la lingua italiana).

L'istituzione è quindi una regola di comportamento oggettivata in strutture diverse. Se un comportamento istituzionalizzato è "una cosa da fare" esso rappresenta una regola vincolante, una norma sociale a cui adeguarsi.
Le istituzioni si identificano con uno scopo e una durata che trascendono la vita e le intenzioni umane, e con la creazione e l'applicazione di regole che governano il comportamento umano. In quanto strutture e meccanismi di ordine sociale, le istituzioni sono uno dei principali oggetti di studio delle scienze sociali, tra cui sociologia, scienze politiche ed economia.
Come meccanismo di cooperazione sociale, le istituzioni si manifestano sia come organizzazioni formali, e reali, come il Parlamento della Repubblica Italiana, la Chiesa Cattolica Romana o la Banca d'Italia, che come organizzazioni e ordini sociali informali, che riflettono la psicologia, cultura, usi e costumi degli esseri umani.

### Utilizzo del termine in vari contesti
Una delle principali divisioni nelle scienze sociali riguarda quali organizzazioni umane siano interpretate come artificiali, e quindi limitate nella loro longevità, e quali sono viste come naturali (compresa la natura umana) e quindi eterne. Ad esempio, in quello che viene genericamente definito come campo liberale, sia il mercato che il capitalismo sono visti come "naturali", mentre il marxismo li vede come creazioni umane. In maniera simile, il femminismo vede l'istituto del patriarcato come artificiale e quindi non permanente. I difensori del patriarcato si appellano invece alla "natura umana" e a concetti similari.
Senza il ruolo delle istituzioni, sostiene il sociologo Giuseppe De Rita, «la dialettica sociale si inceppa; il potere politico e il corpo sociale non comunicano; coltivano il proprio destino in una ridda di reciproche delegittimazioni, prevalentemente mediatiche e intrise di rancoroso narcisismo».
Franco Ferrarotti, nella seconda metà degli anni Sessanta, ebbe modo di sostenere che «gli entusiasmi, l'intossicazione di euforia collettiva l'indomani della Liberazione», messi a confronto con la situazione successiva, lasciavano emergere chiaramente quanto fosse «stato sottovalutato un principio sociologico fondamentale, la continuità delle istituzioni (...), che cambiano con lentezza bradisismica».

## Tipologie

### Istituzioni sociali
Matrimonio e famiglia, come insieme di istituzioni, coprono aspetti sia formali che informali, sia oggettivi che soggettivi. Sia le istituzioni governative che quelle religiose creano e attuano regole riguardanti il matrimonio e la famiglia, creano e regolano vari concetti su come le persone si relazionano l'un l'altra, e su quali possano essere di conseguenza i loro diritti, obblighi e doveri.
La sociologia ha tradizionalmente analizzato le istituzioni sociali in termini di ruoli e aspettative sociali interconnesse. Le istituzioni sociali sono create e composte da gruppi di ruoli o comportamenti attesi. La funzione sociale delle istituzioni è servita dal soddisfacimento dei ruoli. Le richieste biologiche basilari per la riproduzione e la cura dei giovani, sono servite dall'istituto del matrimonio e della famiglia, creando, elaborando e prescrivendo i comportamenti attesi da marito/padre, moglie/madre, figli, eccetera.
L'istituzione, intesa come complesso di valori, regola non solo i rapporti reciproci nel gruppo, ma anche quei rapporti e comportamenti che un insieme di soggetti terzi hanno ed avranno nei confronti di tale gruppo. In tal senso, una istituzione come quella del matrimonio, definisce da un lato i rapporti fra i coniugi e gli obblighi esistenti fra loro come nascenti dal vincolo istituzionale, dall'altro i rapporti che gli altri soggetti estranei al matrimonio debbono tenere nei confronti degli sposi ogni qualvolta ne abbiano a che fare.

### Istituzioni economiche
Tra le istituzioni più importanti vi è la "proprietà", che può essere pubblica o privata. Queste, considerate in astratto, possiedono sia aspetti oggettivi che soggettivi: esempi comprendono il denaro e il matrimonio. L'istituzione del denaro abbraccia molte organizzazioni formali, comprese le banche, i dipartimenti governativi del tesoro e le borse, che possono essere denominate "istituzioni", così come esperienze soggettive, che guidano la gente nella propria ricerca del benessere economico personale. Istituzioni potenti sono in grado di attribuire un certo valore ad una valuta cartacea, e ad indurre milioni di individui alla produzione cooperativa e al commercio, per perseguire i fini economici che tale valuta rappresenta. L'esperienza soggettiva del denaro è così penetrante e persuasiva, che gli economisti parlano di "illusione del denaro" e cercano di liberare da esso i loro studenti, in preparazione all'apprendimento dell'analisi economica.
L'analisi economica identifica comunemente le istituzioni con i "padroni del gioco". Secondo questa visione comune, le istituzioni possono essere considerate come le creatrici ed attuatrici di norme, leggi e regolamenti, e le creatrici, in effetti, di un gioco in cui gli individui agiscono in modo strategico, ma prevedibile. Le istituzioni ben funzionanti dirigono e contengono questo comportamento auto-interessato, in modi che producono risultati positivi che scaturiscono dalla cooperazione sociale. Altre istituzioni, come i feudi, possono essere considerate come risultati negativi di un fallimento nello sviluppare forti istituti di cooperazione sociale. La teoria della scelta pubblica, una branca dell'economia strettamente legata alla scienza politica, analizza il comportamento delle istituzioni politiche nel compiere le proprie scelte, applicando concetti della teoria dei giochi per identificare le fonti di difetti sistematici.

### Istituzioni morali
Anche se le singole organizzazioni formali sono comunemente identificate come "istituzioni", lo sviluppo e il funzionamento nella società in generale può essere visto come un'istanza dell'emergenza, ovvero, l'istituzione nasce, si sviluppa e funziona secondo un tracciato di auto-organizzazione, che va oltre le intenzioni consce dei singoli individui coinvolti.
Secondo Cooley (1902) e, successivamente, anche F. Stuart Chapin (Contemporary American Institutions, 1935), l'istituzione è vista come sistema di simboli diffusi, significati condivisi dalla generalità dei membri di una società, valori e norme di condotta universalmente riconosciuti e praticati, insieme di discorsi che formulano una base per i processi di comunicazione. Sono istituzioni, quindi, l'etica, il diritto e l'arte.

### Istituzioni giuridiche
Ciascuna istituzione sociale implica un insieme di norme o modelli a cui gli individui ritengono di doversi attenere. L'istituzione come modello – mutuando dalle scienze del comportamento, possiede il pregio di comprendere in sé il sistema normativo, detto anche modello dell'azione, cioè quel complesso di valori, di norme istituzionalizzate e di consuetudini che, con varia efficacia, definiscono i rapporti sociali e i comportamenti reciproci di un determinato gruppo di individui la cui attività è volta a conseguire quei fini socialmente rilevanti o ai quali si attribuisce un interesse essenziale e strategico per la struttura sociale. Tale sistema non ha solo il fine di normare e coordinare i comportamenti dei membri, ma anche quello di garantire loro una relativa durevolezza, cioè l'indipendenza dall'identità e dalla stessa esistenza dei singoli individui. Il complesso di valori, infatti, prescinde dal singolo individuo, che lo apprende e lo fa proprio attraverso processi di socializzazione; attraverso quegli stessi processi, il modello istituzione persiste e sopravvive all'individuo stesso.
Un importante ruolo nel garantire la regolazione, il rispetto e la durevolezza è svolto dalla statuizione di un sistema di premi e punizioni, cd. sistema delle sanzioni, in grado di assicurare la migliore convergenza tra i comportamenti regolati (sistema normativo) e le azioni effettivamente poste in essere (sistema dell'azione). La definizione data prevede una duplice natura delle sanzioni: la sanzione sarà punitiva in caso di devianza dalle regole e premiale in caso di conformità e accondiscendenza. Da un punto di vista terminologico si parlerà di sanzione negativa, nel primo caso, e di sanzione positiva nel secondo. Tali meccanismi sanzionatori, anch'essi interiorizzati attraverso la loro socializzazione, hanno il compito di minimizzare i fenomeni devianti e massimizzare la conformazione ala regole, agendo a livello del controllo sociale.

### NellaMassoneria
Il termine Istituzione viene usato come sinonimo di Massoneria, proprio dai Fratelli Massoni, prevalentemente quando parlano della Libera Muratoria a terzi o ad elementi che non aderiscono al sodalizio.

## Il sistema sanzionatorio
L'intervento del sistema delle sanzioni prevede una graduazione in funzione della natura dei comportamenti. La sanzione, sia essa in negativo o in positivo, è variamente attenuata nel caso di comportamenti relativi alle usanze: ci si riferisce a quelle regole che, pur diffuse, e più o meno durevolmente radicate, non sono però formalmente incorporate tra le aspettative della società; oppure ci si riferisce a regole che assumono il valore di usanze settoriali, appartenenti a gruppi sociali ristretti e connotate da una minore durevolezza. Il primo caso è esemplificato dalle consuetudini che prevedono l'offerta di regali in determinate ricorrenze (Natale, matrimonio, ecc.) nel qual caso la devianza, e la conformità, sono oggetto di moderata o bonaria sanzione. Il secondo caso si riferisce alle usanze legate all'adesione a mode e tendenze, la cui volatile significatività è rilevante solo per determinati gruppi.